# Csoknyai László
Csoknyai László (Dunaújváros, 1987. október 25. –) magyar cselgáncsozó. A Paksi Atomerőmű SE versenyzője.

## Sportpályafutása
2009-ben részt vett az universiaden. A csapat-Európa-bajnokságon aranyérmes volt. A következő évben harmadik volt a bécsi és az ulánbátori világkupa-versenyen. A világbajnokságon kiesett. A 2011-es Európa-bajnokságon, majd a világbajnokságon is helyezetlen volt. 2012-ben bronzérmes lett a prágai világkupa-viadalon. Az Európa-bajnokságon kiesett. Az olimpián, a 32 között két két vazarival győzte le indonéz ellenfelét. A következő körben a kétszeres világbajnok koreai Kim Dzse Bumtól 2 intéssel vereséget szenvedett és kiesett.
A 2013-as budapesti Európa-bajnokságon 81 kg-ban helyezetlen volt. Csapatban ötödik lett. Az universiaden egyéniben és csapatban bronzérmes lett. A riói világbajnokságon a 32 között kiesett. A 2014-es Európa-bajnokságon és a világbajnokságon is kiesett. A 2015. évi Európa-játékokon helyezetlen volt. Csapatban ötödik lett.  2015-ben egy kolozsvári, olimpiai kvalifikációs verseny bronzmérkőzésén a brit Max Stewarttal mérkőzött. Az egyik akció során ellenfele megsérült, nem tudott lábra állni sem, ezt követően Csoknyai ellenfelét levitte a szőnyegről. Ezután még Csoknyai visszafutott a szőnyegre a búcsúmeghajlásra. A sportszerű cselekedetével kivívta a sportvilág elismerését. A 2015-ös világbajnokságon kiesett. A 2016-os Európa-bajnokságon kiesett.
Élete második olimpiáján már az első körben búcsúzott, miután kikapott a világbajnok japán Nagasze Takanoritól.

## Díjai, elismerései
- magyar fair play diploma (2016)[13]
- Az év magyar cselgáncsozója (2017[14])